# ツヴィーベルクーヘン

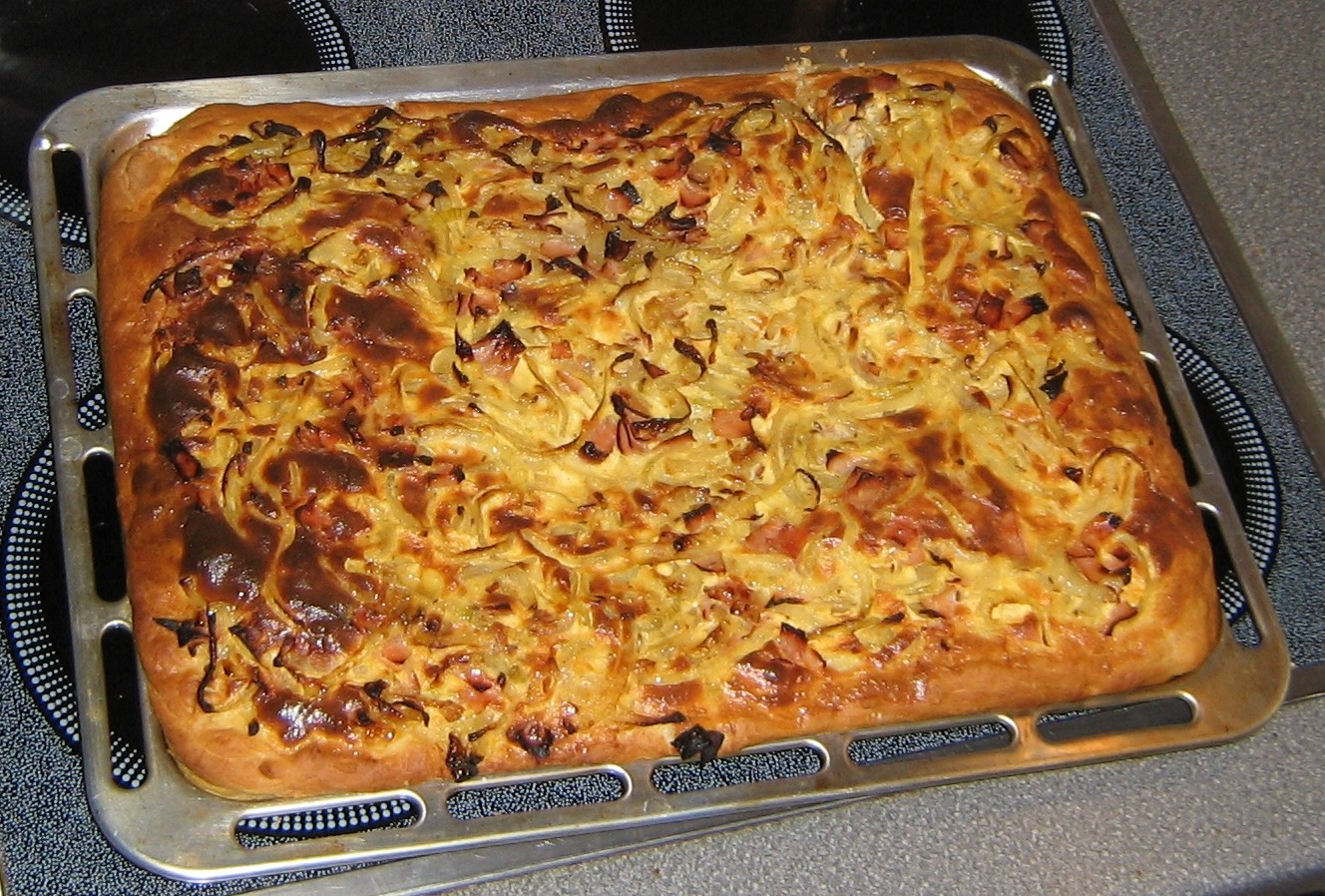
四角のツヴィーベルクーヘン

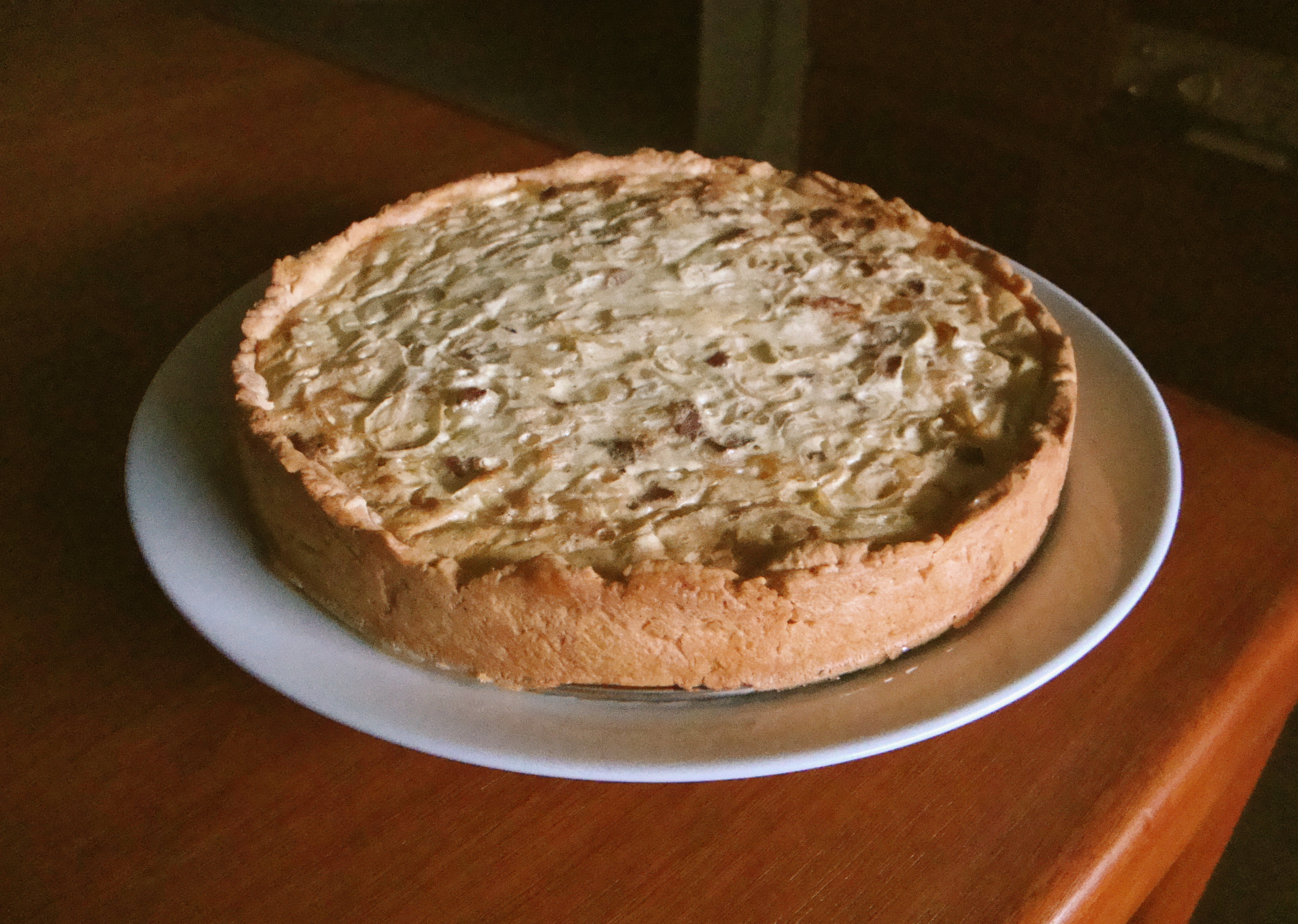
丸型のツヴィーベルクーヘン

ツヴィーベルクーヘン（ドイツ語: Zwiebelkuchen）は、玉ねぎをたっぷり使って作られるのでそう名付けられた風味豊な玉ねぎケーキである。玉ねぎのキッシュという言い方もする。ツヴィーベルクーヘンは、南ドイツ、東ドイツでよく知られた料理だが、アルザスやスイスでも作られている。

## ドイツのツヴィーベルクーヘン

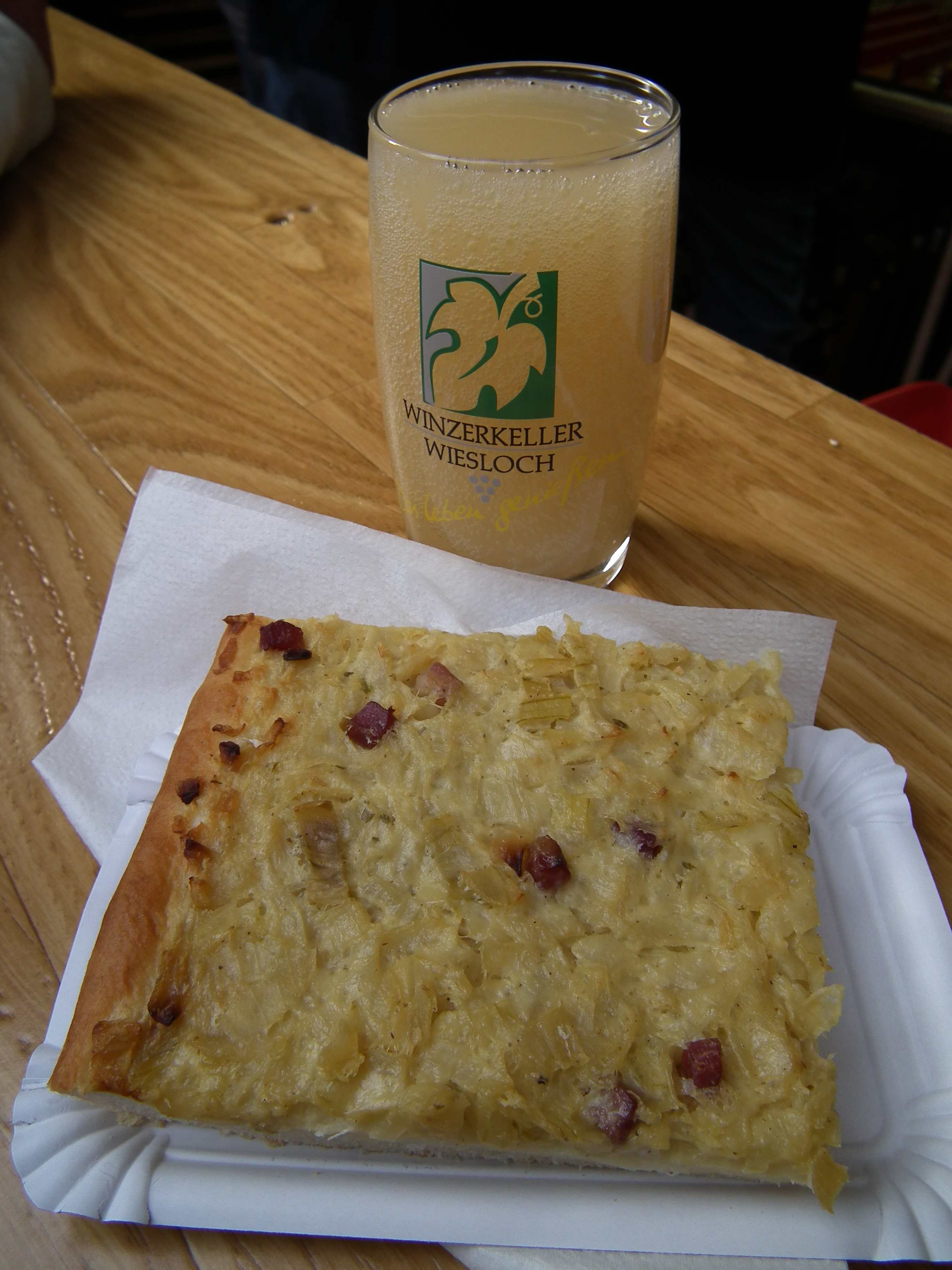
フェーダーヴァイサーと呼ばれる発酵途中のワインを添えたツヴィーベルクーヘンオニオンケーキ

ドイツでは通常、イースト生地から作られた四角形または円形のシートケーキ、またはキッシュ・ロレーヌに似たショートクラスト・ペストリー（サクサクしたパイ生地）をベースにしたケーキになる。トッピングには玉ねぎ、サワークリーム、スイートクリームのほかに、卵や賽の目状にカットしたベーコンがよく使われる。
アルザス名物の薄焼きピザの上に、フロマージュブラン（フランス語で「白いチーズ」の意）というチーズを塗って、その上に玉ねぎ、ベーコンをトッピングしたタルト・フランベとは対照的に、玉ねぎは通常生では使用されず、細かく刻んでバターまたはトッピングに使用されるベーコンのレンダリングされた脂肪で煮込んでから生地に加える。次に、残りの材料と混合し、最後に塩とキャラウェイ（ヒメウイキョウ）で味付けする。キャラウェイはオニオンケーキを消化しやすくすると言われている。
特にザクセン・アンハルト州とザクセン州では、玉ねぎもベーコンも事前に炒めず、生地に直接トッピングし、焼いている間に盛り上がる卵とサワークリームの混合物を注ぐ。生の玉ねぎは焼くのに長い時間がかかるため、南ドイツでは通常よりもトッピングが厚くなることがよくある。
ツヴィーベルクーヘンは、特に秋にワイマールの「タマネギ市」や、ドイツのワイン産地、例えばライン川、モーゼル川、ザール川沿いのヴュルテンベルク、（ツヴィヴェルクーヘまたはキッシュ）、プファルツ州のナーエ、ヘッセン州またはフランケン地方などのワインフェスティバルで提供される。土地により、呼び方はツヴィーベルクーヘン、もしくはキッシュだったりする。温かい状態で食べるのが普通で、冷めたら電子レンジで加熱する。新しいワイン、通常はフェーダーヴァイサーが、ツヴィーベルクーヘンにピッタリの飲み物とされている。辛口リースリングなどのワインやさまざまな種類のビールも、お勧めである。

## スイスのツヴィーベルクーヘン
バーゼルでは、ツヴィーベルクーヘン（現地ではオニオンヴェーエと呼ばれる）は、チーズヴェーエと並んで、いわゆるモルゲストライヒ（バーゼルのカーニバルの幕開けのイベント、バーゼルではカーニバルとファスナハトと呼ぶ）や3日間にわたるカーニバルに付随する伝統的な料理である。
ベルナー・ツィベレマリート（ベルンの玉ねぎ市）では、ツヴィーベルクーヘン、ベルンドイチュ・ツィベレチュエチェ、チーズケーキ伝統的な食べ物である。

## アルザスのツヴィーベルクーヘン
アルザスでは、ツヴィーベルクーヘンはフランス語でタルト・ア・ロニオン（Tarte à l'oignon）と呼ばれ、地元のアレマン語の方言ではツヴィエルクエヒ（Zwiwwelkuech）と呼ばれている。